# Pakistan
République islamique du Pakistan
(ur) اسلامی جمہوریہ پاکستان / Islāmī Jumhūriyah Pākistān 
(en) Islamic Republic of Pakistan 
Le Pakistan (en ourdou : پاکِستان), en forme longue la république islamique du Pakistan (en ourdou : اسلامی جمہوریۂ پاکستان (Islāmī Jumhūriyah Pākistān)), est une république islamique d'Asie du Sud entourée par l’Iran, l’Afghanistan, la Chine, l’Inde et la mer d'Oman. Fondé le 14 août 1947 au terme de la partition des Indes sous la forme d'un État constitué de deux parties séparées par près de 1 600 km de territoire indien, avec comme dénominateur commun la religion musulmane, le pays se trouve réduit à sa partie occidentale en 1971 au terme de la guerre d'indépendance du Bangladesh. Depuis sa création, il entretient des relations tendues avec l’Inde en raison de prétentions territoriales concurrentes sur le Cachemire, les deux pays s'étant affrontés à travers trois guerres successives. En revanche, le Pakistan est un allié des États-Unis et entretient des relations cordiales avec la Chine. Le pays dispose de l’arme nucléaire après avoir fait des essais officiels en 1998.
Les populations du Pakistan parlent des langues indo-européennes, principalement indo-aryennes (80 %) et iraniennes (20 %). Avec près de 242 millions d’habitants en 2023, le Pakistan est le cinquième pays le plus peuplé du monde, avec la deuxième plus nombreuse population musulmane après l’Indonésie. C'est une république fédérale dont les provinces disposent d'une certaine autonomie. Les frontières des quatre provinces correspondent approximativement aux principales ethnies. L'ourdou est la langue officielle du pays mais la majorité de la population parle l'une des langues en usage dans les principales ethnies du pays, à savoir le pendjabi, le pachto, le sindhi et le baloutchi.
Politiquement, le Pakistan est caractérisé par une confrontation entre les militaires qui ont mené trois coups d’État et diverses forces politiques. L'histoire du pays a été marquée par le père de la nation Ali Jinnah, Ali Bhutto, sa fille Benazir, Nawaz Sharif et ainsi que par les coups d’État des chefs de l'armée Ayub Khan en 1958, Zia-ul-Haq en 1977 et Pervez Musharraf en 1999. Le système politique est parlementaire mais a parfois été semi-présidentiel, notamment sous les régimes militaires. Souffrant régulièrement de l'instabilité de son voisin afghan, le pays connaît depuis 2004 une insurrection talibane provenant des régions tribales du Nord-Ouest ainsi qu'à un mouvement séparatiste dans le Baloutchistan.

## Étymologie
Le mot « Pakistan » est un néologisme. Le nom signifie « pays des purs » (de l’ourdou : pâk signifiant « pur » et stân signifiant « pays », avec un i de liaison). Il a été formé comme un acronyme dans les années 1930 par Choudhary Rahmat Ali, formé avec le nom de certaines provinces du pays : d'après l'universitaire Max Zins, ce sont le Punjab qui donne le « P », l’Afghania (actuelle province de Khyber Pakhtunkhwa) qui donne le « a », le Kashmir pour le « k », l’Indus-Sind pour « is » et le Baloutchistan pour « tan », en omettant cependant le « Bengale oriental », appelé par la suite « Pakistan oriental » (futur Bangladesh) alors qu’il représente 55 % de la population du futur État lors de son indépendance en 1947 ; d'après son confrère Emmanuel Gonon, les lettres de l'acronyme désignent le Pendjab, l'Afgana, le Cachemire, l'Iran, le Sind, le Tokharistan, l'Afghanistan et le Balouchistan.

## Histoire

### Histoire ancienne
La région de l’Indus était l’emplacement de plusieurs cultures antiques comprenant Mehrgarh, une des plus anciennes villes connues du monde, et de la civilisation de la vallée de l’Indus (de 2600 av. J.-C. à 1800 av. J.-C.) à Harappa et Mohenjo-daro. Les vagues de conquérants et de migrants, comprenant les Aryens, Perses, Indo-Grecs et musulmans se sont établis au Pakistan tout au long des siècles, influençant les autochtones. La région est un carrefour des itinéraires commerciaux historiques, y compris la route de la soie.
Sur le territoire que le Pakistan occupe, la civilisation de la vallée de l’Indus fut influencée au milieu du IIe millénaire av. J.-C. par l’arrivée de la civilisation aryenne, qui donna lieu au védisme qui a jeté les bases de l'hindouisme. Le Rig-Véda mentionne Arya-Varta (la terre des Aryens) comme Sapta Sindhu (la terre des sept rivières du Nord-Ouest de l'Asie du Sud, l'une d'entre elles étant l'Indus), cela correspond à la région pakistanaise du Pendjab actuelle. Les empires successifs et les royaumes ont régné sur la région de l’Empire perse achéménide autour de 543 av. J.-C., à Alexandre le Grand en 326 av. J.-C. et l’empire maurya. Le royaume indo-grec fondé par Demetrius de Bactria a inclus le Gandhara et le Pendjab en 184 av. J.-C., et a atteint sa plus grande ampleur sous Ménandre Ier, établissant la période gréco-bouddhiste avec des avancées dans le commerce et la culture. La ville de Taxila (Takshashila), l’un des principaux emplacements archéologiques du pays, est devenue un centre d’étude important des périodes antiques.

### Raj britannique
L'actuel territoire du Pakistan relève de la partie du sous-continent indien colonisée par les Britanniques à partir du XVIIe siècle et, plus particulièrement, l'effondrement en 1849 de l'Empire sikh, État non-musulman centré sur la ville de Lahore. Soumis d'abord à l'autorité de la Compagnie des Indes orientales, le territoire est transféré à la Couronne britannique après la révolte des cipayes de 1857.
Le mouvement pour l'indépendance de l'Inde prend de l'ampleur à partir de la fin du XIXe siècle et du début du XXe siècle. Face au Congrès national indien, qui vise à représenter l'ensemble des Indiens mais compte une majorité d'hindous, la Ligue musulmane est créée en 1906 pour défendre les intérêts des musulmans. À cette époque émerge la théorie des deux nations qui considère que musulmans et hindous forment en Inde deux nations séparées. Elle sert de base au mouvement pour le Pakistan qui vise à obtenir pour les musulmans du Raj britannique un État séparé et prend de l'ampleur notamment à partir des années 1930.

### Fondation du pays

Partition des Indes en 1947.

Pendant la Seconde Guerre mondiale, le Congrès refuse d'aider à l'effort de guerre britannique à moins que l’entièreté du sous-continent indien n'acquière l'indépendance. À l'inverse, la Ligue musulmane soutient les Britanniques, au moyen d'une coopération politique et d'une contribution humaine.
La Ligue musulmane remporte tous les sièges réservés aux musulmans lors des élections de 1945 et les heurts sanglants entre musulmans et hindous ou sikhs poussent les Britanniques à accepter un partage du pays. Le 15 août 1947 à minuit, le Raj britannique est séparé en deux dominions indépendants : l'Inde et le Pakistan, séparé par la ligne Radcliffe. Le territoire du Pakistan est alors formé des régions à majorité musulmane et formé de deux parties distinctes, séparées par 1 600 km de territoire indien. Les violences qui suivent la partition font quelques centaines de milliers à un million de morts et 12,5 millions de personnes sont déplacées. Le cas du Cachemire reste le seul point de litige frontalier entre les deux pays, qui vont s'affronter militairement dès 1947 sur cette question.

### Instabilité et première dictature

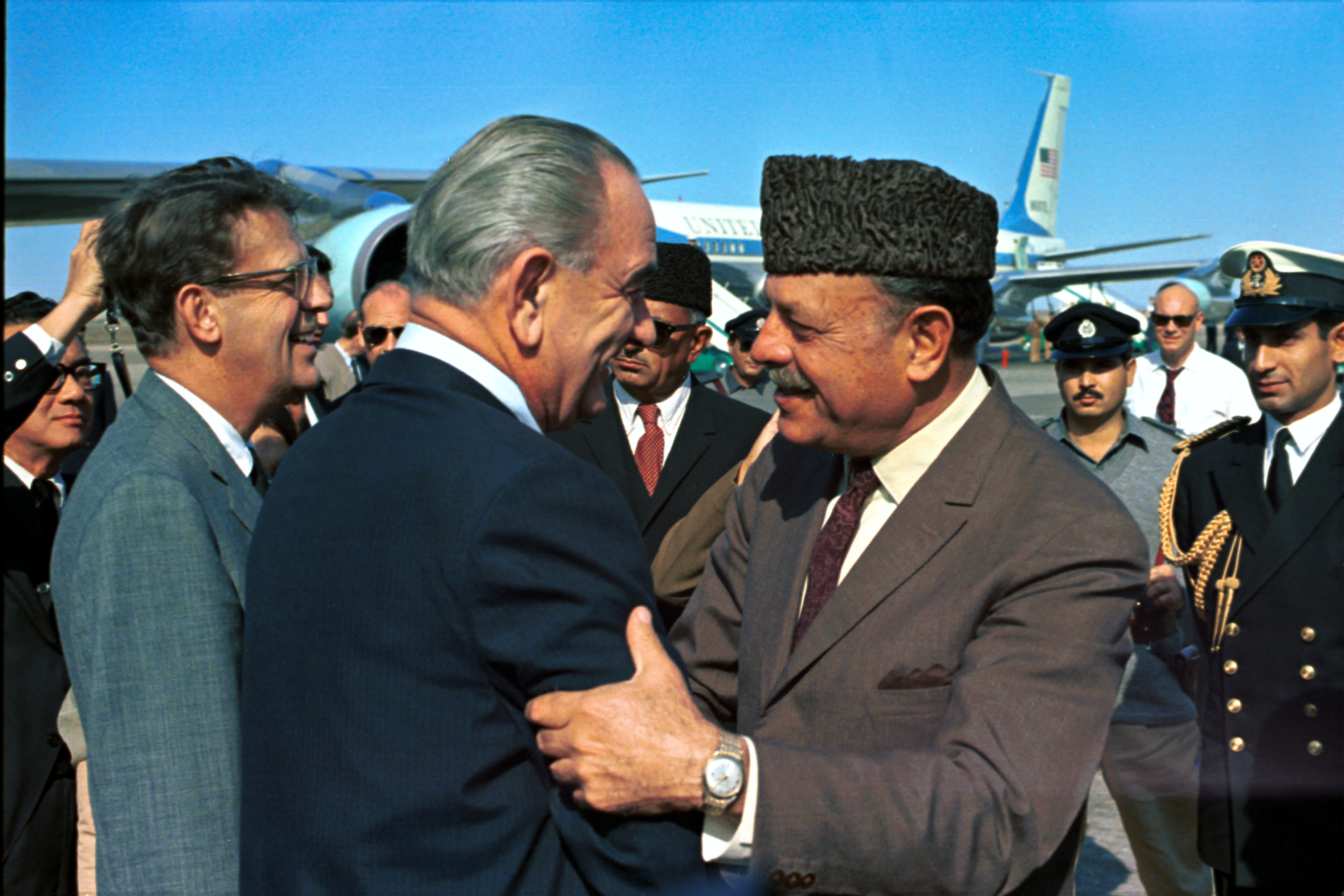
Ayub Khan reçoit le président américain Lyndon B. Johnson à Karachi, en 1967.

Depuis sa création, le Pakistan n'a jamais réellement connu la stabilité. L'histoire du pays est marquée par trois coups d'État et des périodes de démocratie caractérisées par une forte instabilité politique. Sept Premiers ministres se succèdent entre 1947 et 1958 alors que de longs et laborieux débats à l'Assemblée constituante finissent par aboutir en 1956 à la première Constitution du pays, jusqu'ici sous régime du dominion. Cependant, le chef de l'armée Ayub Khan fomente un coup d'État et destitue le président Mirza le 27 octobre 1958. La loi martiale est instaurée jusqu'en 1962 et le pays vit sous le joug d'une dictature militaire pendant onze ans.
D'abord populaire, Ayub Khan est affaibli par la deuxième guerre indo-pakistanaise de 1965 puis la montée de l'opposition. Sous la pression d'un mouvement populaire, il quitte le pouvoir en 1969 mais le cède à un autre militaire, Yahya Khan. Ce dernier concède cependant les premières élections libres en 1970, remportées par deux formations de l'opposition de gauche. Largement en tête, la Ligue Awami réclame le pouvoir et l'autonomie du Pakistan oriental, ce que les militaires refusent. En 1971, la situation dégénère en une guerre de sécession, et cette partie orientale du pays se déclare indépendante et devient le Bangladesh grâce à l'intervention militaire de l'Inde.

### Socialisme et islamisation

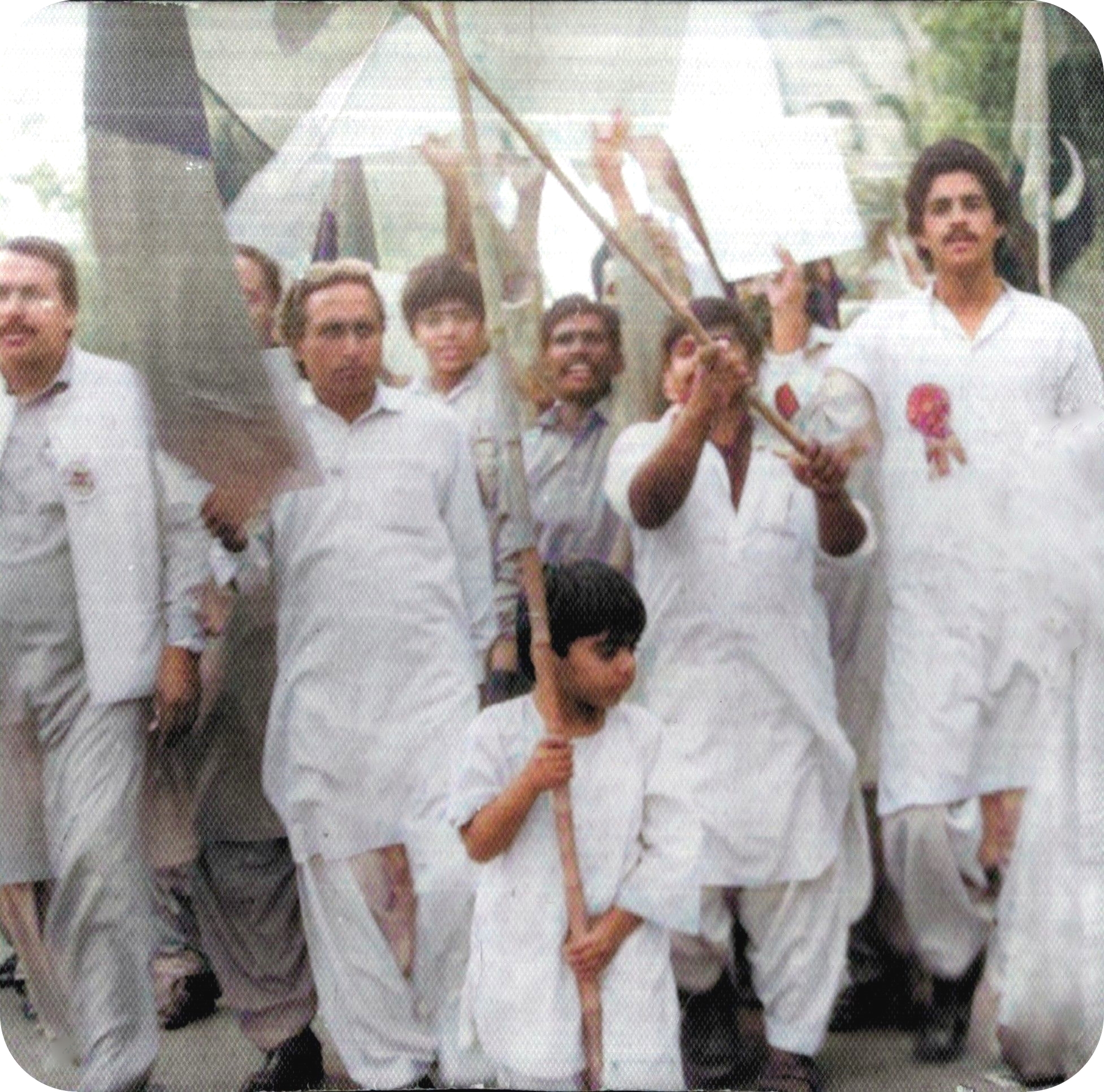
Manifestation du Mouvement pour la restauration de la démocratie contre le général Zia, en 1985.

En décembre 1971, à la suite de cette débâcle, l'armée abandonne le pouvoir à Zulfikar Ali Bhutto, dont le Parti du peuple pakistanais (PPP) domine le reste de l'Assemblée nationale. L'homme rétablit un régime civil, tente de contenir le pouvoir des militaires et reconnait le Bangladesh. D'abord président, Bhutto devient Premier ministre en 1973 et établit une nouvelle Constitution, toujours en vigueur aujourd'hui. Il mène une politique se réclamant du socialisme islamique conduisant à la nationalisation des principales banques et industries du pays. Il est toutefois largement critiqué pour son autoritarisme et la répression de l'opposition.
Alors que Bhutto est largement soupçonné de fraudes lors des élections de 1977, un coup d'État militaire mené en juillet par le chef de l'armée Zia-ul-Haq entraîne l'exécution du Premier ministre en 1979. Le général instaure un régime dictatorial où la loi martiale est imposée jusqu'en 1985, la marge de manœuvre des partis politiques réduite et les opposants politiques emprisonnés, dont Benazir Bhutto qui prend la tête l'opposition. Zia fait voter des amendements à la Constitution en 1985 afin d'élargir les pouvoirs du président, et mène par ailleurs une large politique d'islamisation de la société et de privatisation de l'économie. Les ordonnances Hudood mettent en place la charia et l'interdiction du blasphème est renforcée en 1986. Il meurt dans un crash aérien aux causes non élucidées le 17 août 1988.

### Fragilité démocratique et coup d’État

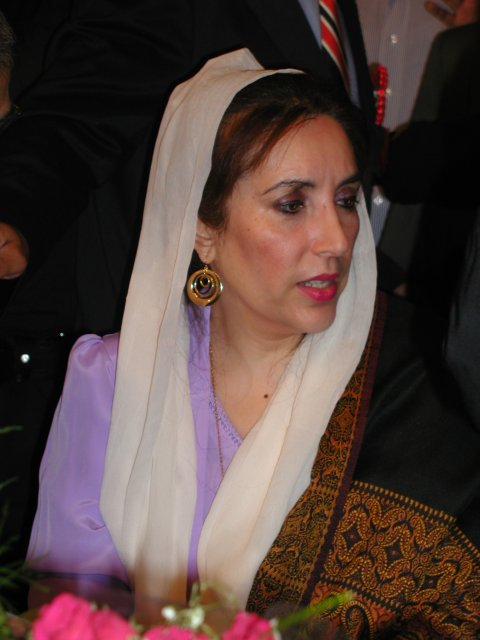
Benazir Bhutto, ancienne Première ministre, dirigeante du Parti du peuple pakistanais durant vingt-trois ans.

À la suite des élections législatives de 1988, l'Assemblée nationale élit Benazir Bhutto, cheffe du PPP et fille d'Ali Bhutto, Première ministre. Après vingt et un mois à la tête du gouvernement, elle est démise de ses fonctions par le président Ghulam Ishaq Khan en 1990, qui l'accuse notamment d'abus de pouvoir. Ainsi, la décennie est marquée par la compétition entre le Premier ministre, détenteur du pouvoir selon la Constitution de 1973, et le chef de l’État qui bénéficie des amendements de 1985.
Les élections de 1990 portent Nawaz Sharif, à la tête de l'Alliance démocratique islamique, au poste de Premier ministre. Il entre cependant en conflit avec le président Ghulam Ishaq Khan en 1993 et l'armée pousse à la démission des deux hommes et à de nouvelles élections anticipées. Benazir Bhutto retrouve son siège de Premier ministre après les élections de 1993, et Farooq Leghari est élu président dans le même temps. Accusée de corruption, Bhutto est de nouveau destituée par le président en 1996 et elle part en exil en 1998. Nawaz Sharif est de nouveau Premier ministre en 1997, jusqu'au coup d'État de Pervez Musharraf en 1999.
Musharraf devient officiellement président en 2001, puis fait voter des amendements à la Constitution renforçant son pouvoir en 2003. À partir de 2004, l'armée pakistanaise est confrontée à une insurrection islamiste dans le Nord-Ouest, surtout menée par les talibans pakistanais. Les combats et attaques terroristes s'intensifient surtout en 2007 avec l'assaut de la Mosquée rouge. Par ailleurs, Musharraf fait adopter la loi de protection des femmes en 2006, qui revient sur certaines dispositions islamistes de Zia.

### Retour à la démocratie

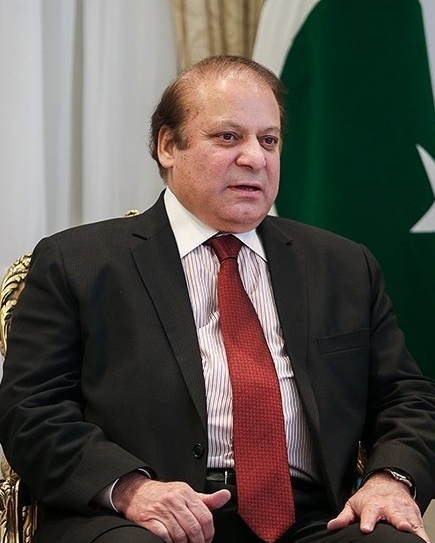
Nawaz Sharif, dirigeant de la Ligue musulmane du Pakistan (N), trois fois Premier ministre.

Dès 2006, le pouvoir de Pervez Musharraf est de plus en plus fragilisé par l'union de l'opposition puis le mouvement des avocats. En novembre 2007, Benazir Bhutto rentre au Pakistan après un exil de neuf ans pour mener le PPP en vue des élections législatives, s'alliant avec Nawaz Sharif pour s'opposer au président. Elle est assassinée à Rawalpindi le 27 décembre 2007, lors d'un attentat kamikaze, après une réunion électorale.
Les élections législatives de février 2008 marquent la victoire du PPP qui s'allie avec d'autres partis pour obtenir la démission de Musharraf. En septembre 2008, Asif Ali Zardari, veuf de Benazir Bhutto, est élu président tandis que Youssouf Raza Gilani et Raja Pervez Ashraf se succèdent au poste de Premier ministre. Une réforme constitutionnelle est votée en avril 2010 et rend au Premier ministre la plus importante part du pouvoir exécutif, rétablissant l'équilibre institutionnel prévu en 1973. Toutefois, les militaires conservent une influence déterminante, et sont accusés de diviser la classe politique en appuyant puis isolant diverses personnalités en fonction de leurs intérêts.
À la suite des élections législatives de mai 2013, la Ligue musulmane de Nawaz Sharif remporte une majorité absolue et ce dernier devient Premier ministre, pour la troisième fois. À la suite de l'affaire des Panama Papers, il est inculpé par la Cour suprême pour évasion fiscale et corruption puis destitué en 2017. Le 18 août 2018, Imran Khan devient Premier ministre grâce à la victoire de son parti aux élections législatives. Il est toutefois démis de ses fonctions après l'éclatement de sa coalition gouvernementale en avril 2022, tandis que ses relations avec les militaires se sont détériorées.
Lors des élections législatives du 8 février 2024, le parti d'Imran Khan est largement empêché de faire campagne tandis que lui-même est emprisonné. Il arrive pourtant en tête du scrutin, mais sans majorité absolue. Shehbaz Sharif, frère de Nawaz, est élu Premier ministre le 4 mars 2024 à la tête d'un gouvernement minoritaire, grâce au soutien du Parti du peuple pakistanais. En échange de ce soutien, Asif Ali Zardari est de nouveau élu président de la République avec le soutien de la Ligue musulmane.

## Géographie

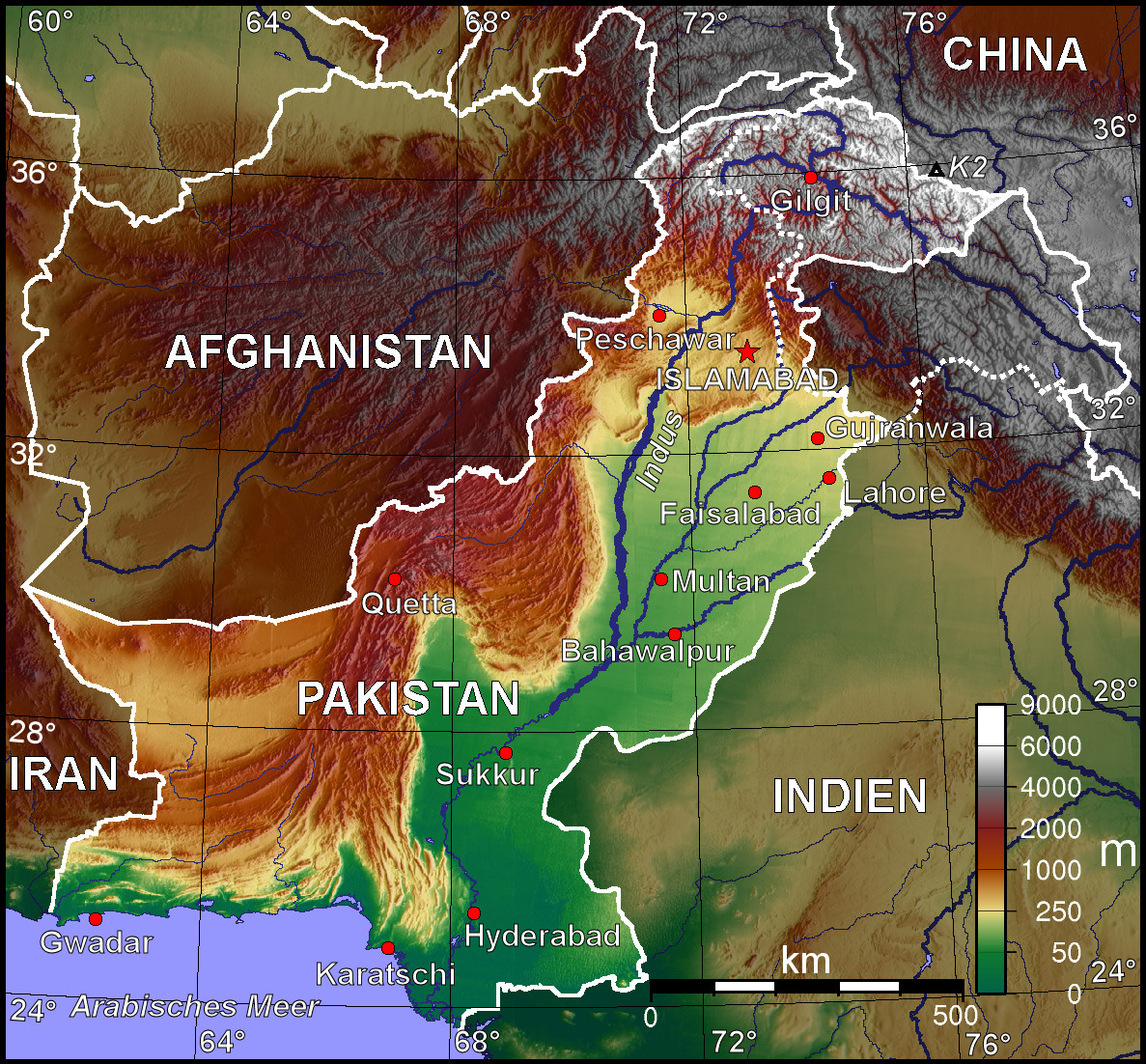
Carte topographique du Pakistan, avec en vert la plaine indo-gangétique.

Le Pakistan a une superficie de 796 096 km2 et possède des frontières communes avec l'Iran (900 km) à l'ouest-sud-ouest, l'Afghanistan (2 400 km) au nord-ouest et au nord, la Chine (520 km) au nord-est et l'Inde (2 900 km) sur tout son côté est-sud-est. La côte sud est bordée par la mer d'Arabie avec 1 050 km de littoral.
Le relief est formé de hauts sommets dans le nord (dont le mont K2 qui, à 8 611 mètres d'altitude, est le deuxième point culminant du monde), de montagnes arides à l'ouest, d'un plateau inhospitalier dans le Sud-Ouest, du désert du Cholistan dans le Sud-Est et de plaines alluviales affectées à l'agriculture partout ailleurs.
Les climats du Pakistan sont variés. Le Baloutchistan et une partie du Sind ont des climats désertiques ou semi-arides. Le reste du pays, et là où vit la majorité de la population, connaît un climat humide avec une saison de mousson, qui s'étend de juin à septembre. La diversité de climats et de paysages induit une grande variété d’espèces animales et végétales, notamment dans le bassin de l'Indus. En 2000, 2,5 % du territoire, soit environ deux millions d'hectares, sont occupés par des forêts.
L'indice mondial des risques climatiques 2020 situe le Pakistan à la cinquième place des pays les plus touchés par le changement climatique entre 1999 et 2018, avec une augmentation des vagues de chaleur extrêmes, du taux d'humidité et des inondations. Le pays est directement affecté par la fonte des glaciers de l'Himalaya, provoquant de fortes pénuries d'eau dans une partie du pays, ainsi que de la disparition progressive des forêts riveraines. Entre 2000 et 2010, le Pakistan a perdu en moyenne 43 000 hectares de forêt chaque année. Le pays connait une hausse d'évènements extrêmes, entre sécheresses et inondations massives, notamment celles de 2010 et de 2022.

## Politique

### Institutions politiques

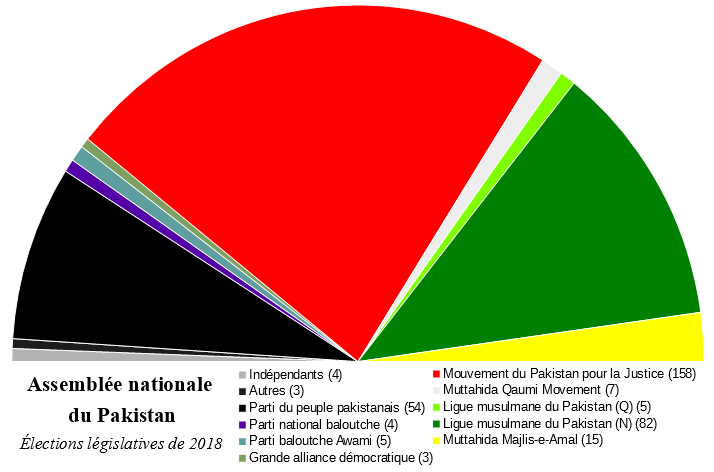
Composition de l'Assemblée nationale après les élections de 2018.

Le Pakistan est une république islamique, fédérale et multipartite. Le pouvoir exécutif est détenu par le président de la République qui est le chef d'État et le Premier ministre, chef du gouvernement. Le pouvoir législatif est détenu par le Parlement et les assemblées provinciales. Dans l'équilibre des institutions déterminé par la Constitution de 1973, le régime parlementaire est moniste et le Premier ministre détient la réalité du pouvoir tandis que le chef de l’État dispose d'un rôle honorifique. Cela dit, le président a souvent obtenu le rôle prépondérant, principalement durant les régimes militaires. La réforme constitutionnelle de 2010 a redonné la réalité du pouvoir au Premier ministre.
L'Assemblée nationale et les quatre assemblées provinciales sont élues au suffrage universel direct uninominal majoritaire à un tour pour un mandat de cinq ans. Ces derniers organes forment ensuite un collège électoral avec le Sénat qui élit le président de la République pour cinq ans. Le Sénat est quant à lui élu par les membres des quatre assemblées provinciales à niveau égal. Les sénateurs ont un mandat de six ans, et sont renouvelés par moitié tous les trois ans.
Le Pakistan est dans une situation de bicamérisme égalitaire. Le Sénat représente les provinces et leur autonomie, et l'Assemblée nationale le peuple et l'unité de l'État. Le Premier ministre et son gouvernement sont responsables devant l'Assemblée nationale, et les gouvernements locaux devant leur assemblée provinciale. L'Assemblée nationale peut être dissoute par le président sur la proposition du Premier ministre. Les provinces ont un pouvoir important dans le cadre d'une organisation fédérale de l’État, notamment renforcé par la réforme de 2010, avec des compétences en matière de police générale, de santé et d'éducation notamment.
La Cour suprême est à la tête de l'ordre juridictionnel et détermine la jurisprudence constitutionnelle. Elle reçoit les litiges concernant l'interprétation de la Constitution ainsi que les appels formés contre les décisions des Hautes Cours. Depuis la réforme de 2010, ses membres sont sélectionnés par une commission judiciaire puis choisis par un comité parlementaire et formellement nommés par le président de la République.

### Forces armées

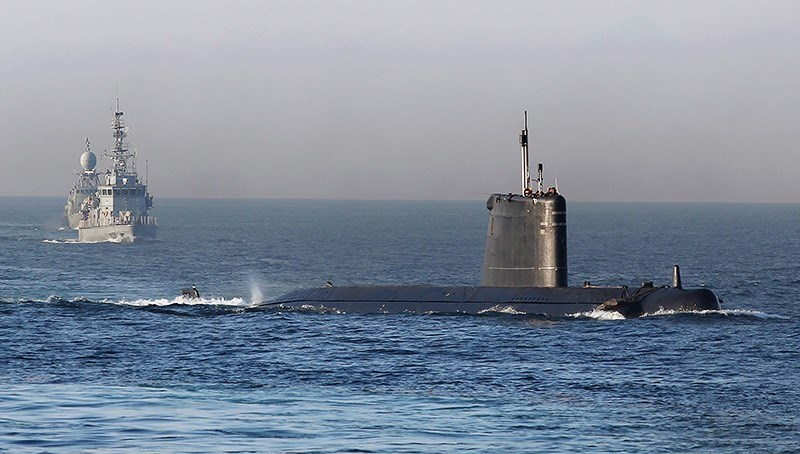
Le sous-marin PNS Hashmat de classe Agosta.

Les forces armées du Pakistan représentent la sixième puissance militaire mondiale en termes d'effectif. Leur quartier général est situé à Rawalpindi et elles sont dirigées depuis novembre 2022 par Asim Munir, successeur de Qamar Javed Bajwa (2016-2023).
Elles comprennent les forces terrestres, navales et aériennes. Leur effectif est de 650 000 hommes, dont 70 % sont basés dans les provinces du Pendjab et du Sind face à l'Inde à laquelle elles ont livré trois guerres et un autre affrontement majeur. Depuis 2007-2008, 140 000 soldats sont présents dans le Nord-Ouest du pays dans le cadre du conflit qui les oppose aux talibans.
En 1998, le Pakistan est devenu officiellement la septième puissance nucléaire mondiale en effectuant une série d'essais nucléaire et disposerait en 2011 de plus d'une centaine d'armes atomiques.[réf. nécessaire]
Par ailleurs, le Pakistan est membre de l'Organisation de coopération de Shanghai.

### Politique envers le terrorisme

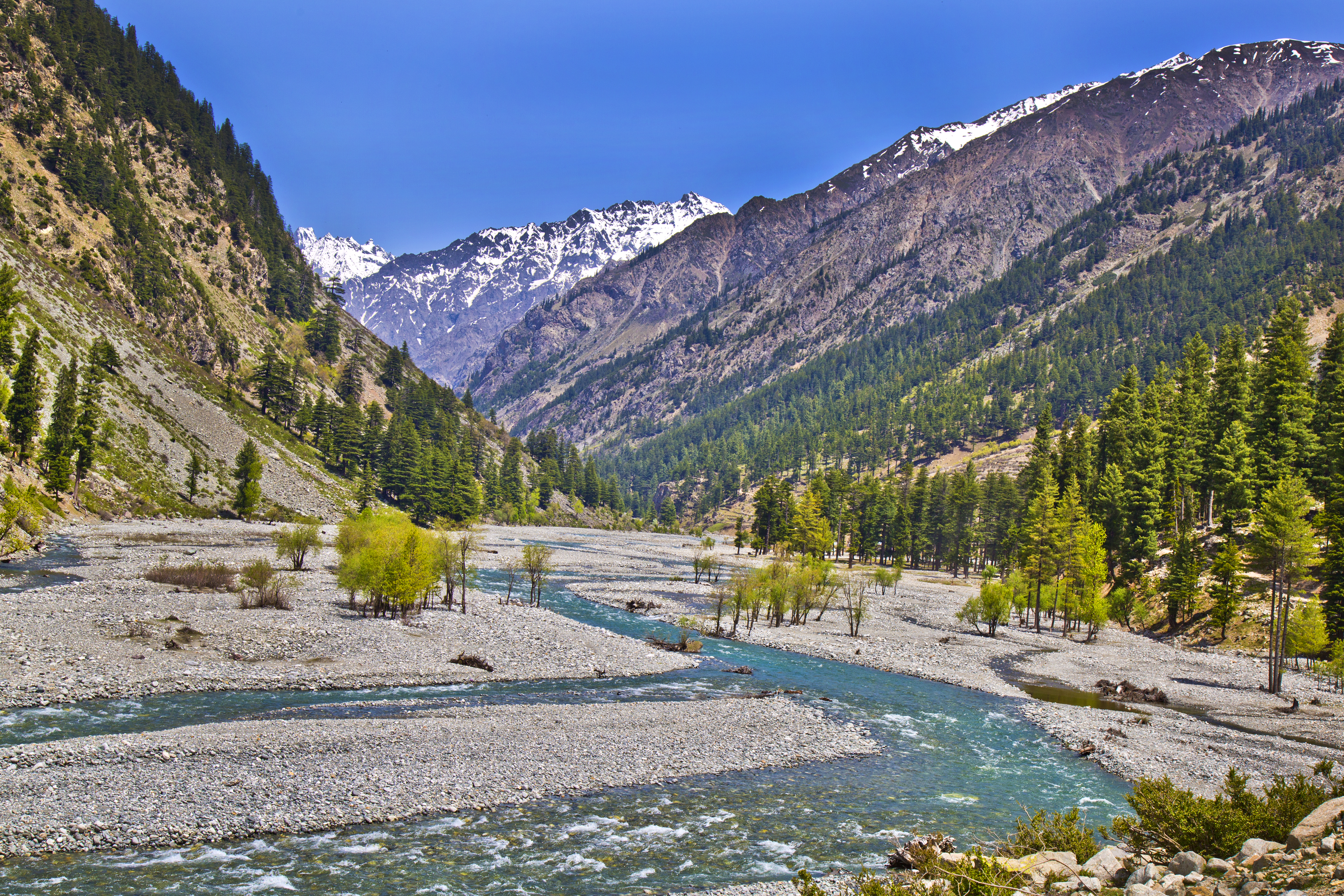
La vallée de Swat.

Le Pakistan est régulièrement accusé de soutenir le terrorisme islamiste. Le gouvernement pakistanais et les services secrets pakistanais (ISI) ont longtemps soutenu les talibans afghans, officiellement jusqu'aux attentats du 11 septembre 2001, date à laquelle le président Pervez Musharraf a annoncé sa volonté de lutter contre l'extrémisme. L'ISI est cependant accusée d'avoir poursuivi cette aide, même si l'armée mène des opérations militaires contre les talibans pakistanais, qui ont juré de renverser le pouvoir, induisant une distinction entre « bons » et « mauvais » talibans. Le pouvoir a toujours rejeté ces accusations de double-jeu, et a par ailleurs bénéficié d'une importante aide militaire et financière de la part des États-Unis lors de la guerre d'Afghanistan. Les tensions sont toutefois récurrentes entre les deux pays, les soupçons de complicité ayant par exemple été alimentés par la présence d'Oussama ben Laden dans le pays. De plus, l'Inde accuse le Pakistan de soutenir des groupes islamistes qui alimentent l'insurrection au Jammu-et-Cachemire, comme Jaish-e-Mohammed et Lashkar-e-Toiba.
Les attentats terroristes se sont multipliés dans le pays entre 2006 et 2015 et sont l'œuvre de groupes islamistes proches des talibans revendiquant l'application de la charia. Les plus actifs sont le Tehrik-e-Taliban Pakistan, dont le fief se situe au Waziristan et le Tehrik-e-Nifaz-e-Shariat-e-Mohammadi qui a sévi dans le Swat. Le massacre de l'école militaire de Peshawar est l'attaque la plus meurtrière. La stratégie du gouvernement a plusieurs fois changé, entre tentatives de paix et reprises des offensives. Immédiatement après le début du conflit en 2004, des accords de paix ont été signés, puis les hostilités reprennent avec l'assaut de la Mosquée rouge en 2007. Alors que l'insurrection islamiste continue de prendre de l'ampleur, des tentatives de trêve ont lieu début 2009, puis le gouvernement lance plusieurs offensives majeures. La vallée de Swat est reprise par l'armée en juin 2009, avant la multiplication des opérations militaires dans les régions tribales entre 2009 et 2016, qui ont largement affaibli les insurgés. La prise de pouvoir des talibans en Afghanistan en août 2021 marque toutefois un retour en force de l’insurrection qui multiplie les attaques transfrontalières, les talibans pakistanais bénéficiant d'un fort soutien de leur frères afghans, membres comme eux de l'éthnie pachtoune. La stratégie pakistanaise de soutien aux talibans en Afghanistan est alors pointée du doigt comme un échec, puisque son but qui était de stabiliser la frontière orientale du Pakistan a abouti au contraire. 
Entre 2003 et 2024, le conflit a causé la mort d'au moins 70 000 personnes, dont 35 000 combattants islamistes et 9 200 membres des forces de sécurité. On compte aussi environ 24 000 civils tués, dont plus de 5 000 morts durant des attentats terroristes et plusieurs millions de déplacés internes.

## Population

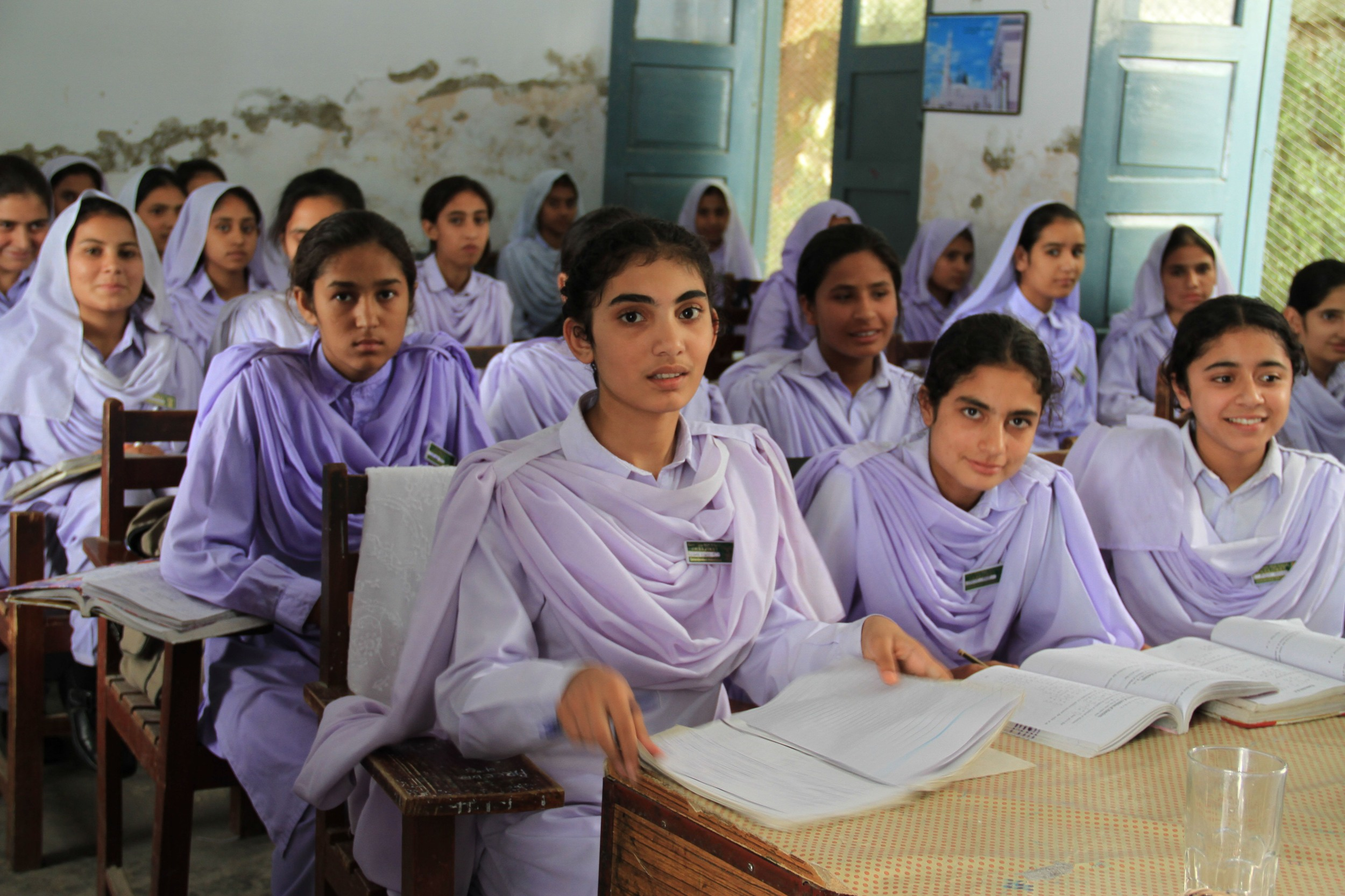
École dans le Khyber Pakhtunkhwa.

### Démographie
Le Pakistan connaît toujours une forte croissance démographique, malgré une baisse progressive de sa fécondité. Avec 31 ‰, le taux de natalité reste soutenu tandis que le taux d'accroissement naturel atteint 2,3 % annuellement, soit près de quatre millions de personnes supplémentaires par an. Le taux de fécondité est de 3,6 enfants par femme en 2018.
Selon le recensement de 2023, quelque 241,49 millions de personnes vivent au Pakistan, sans compter les territoires contestés de l'Azad Cachemire et du Gilgit-Baltistan, qui rassemblaient 6,5 millions de personnes en 2017. Depuis cette date, la population a augmenté de près de 35 millions de personnes, selon les statistiques gouvernementales. Le Premier ministre constate que la croissance démographique est bien supérieure à la croissance économique du pays.
Selon l'ONU, la population du pays devrait atteindre 338 millions en 2050 puis culminer à 405 millions en 2095 avant de baisser.

### Langues

Langues majoritaires dans les districts en 2017.

L'ourdou, langue officielle du pays, est la langue maternelle de 9 % de la population, surtout au sein de l'élite et parmi les habitants de Karachi, d'ethnie muhadjire. Langue appartenant au groupe indo-aryen de la famille des langues indo-européennes, elle est malgré tout parlée ou comprise par 80 % de la population. Langue administrative, elle est prépondérante dans l'éducation. L'anglais est la seconde langue administrative et est parlé par 7,5 millions de locuteurs en seconde langue (soit environ 5 % de la population). Tous les textes administratifs sont traduits en anglais, qui est aussi un signe de distinction de l'élite ou de promotion sociale. La classe aisée parle généralement couramment cette langue, qui est aussi très présente dans les médias.

Les quatre plus importantes langues maternelles sont toutes des langues régionales, la plus importante étant le pendjabi (environ 37 % des habitants en 2023), dans le Nord du Pendjab, suivi du pachto (18 %) parlé dans le Nord-Ouest d'ethnie pachtoune (Khyber Pakhtunkhwa et Nord de la province du Baloutchistan), le sindhi (14 %) dans la province du Sind et le saraiki (12 %) dans le Sud du Pendjab. Le baloutchi (3,4 %) et le brahoui (1,2 %) sont les langues dominantes du Baloutchistan. Parmi les langues minoritaires, on trouve l'hindko (2,3 %), le kohistani et le cachemiri.

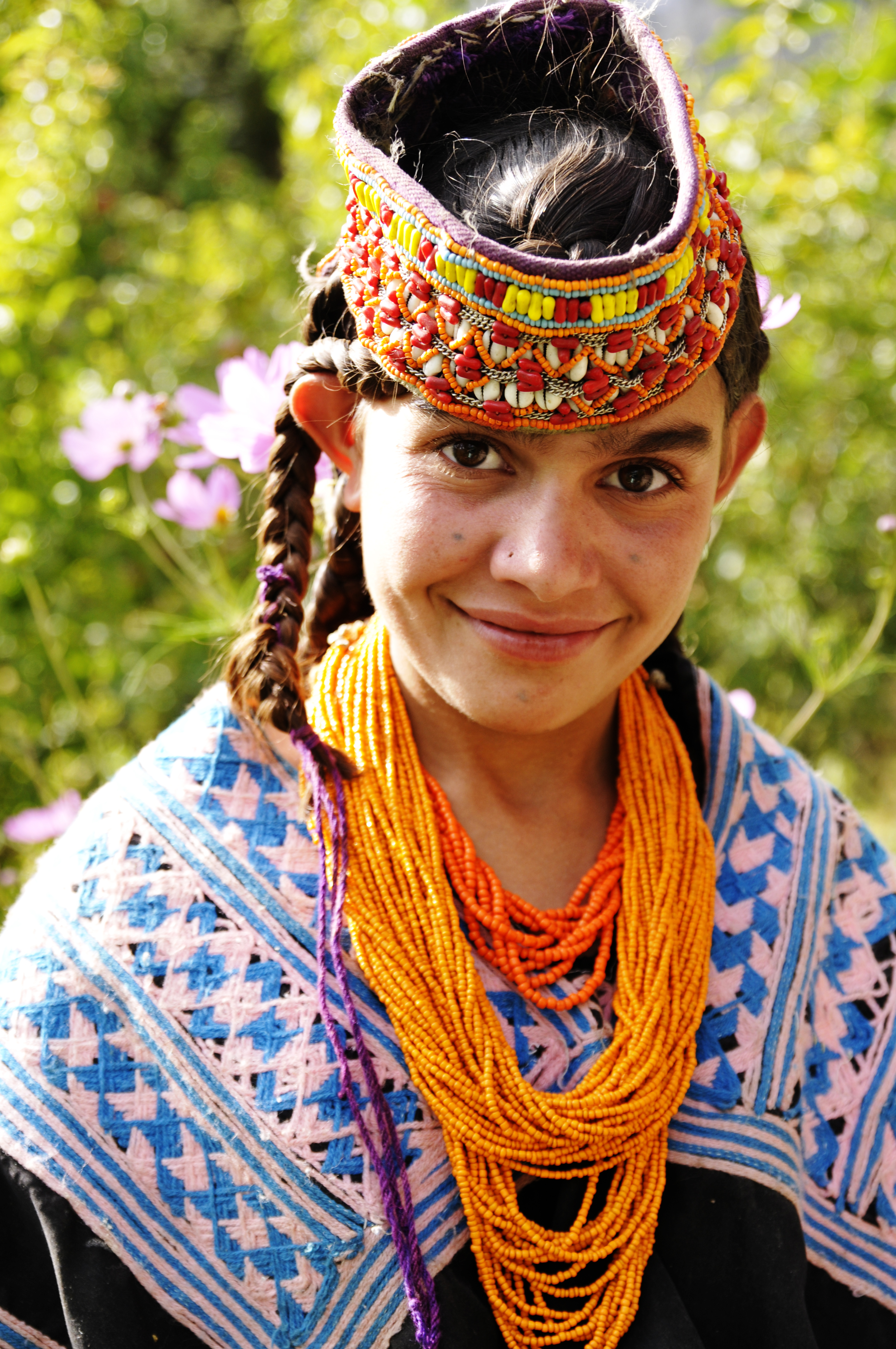
Jeune fille kalash, une ethnie minoritaire.

### Ethnies
Les ethnies du pays correspondent globalement au découpage linguistique. Les Pendjabis sont le groupe majoritaire (45 %) tandis que les Pachtounes et les Sindis forment chacun environ 15 % de la population. Avec 8 % des habitants, les Muhadjirs parlent principalement l'ourdou et sont surtout présents à Karachi. Le pays connaît de nombreux conflits ethniques, notamment à Karachi où les violences sont récurrentes.
Le pays connait, depuis les années 1980, une immigration importante depuis l'Afghanistan, essentiellement de Pachtounes. En 2023, un total de 4,4 millions de réfugiés afghans vivent au Pakistan. Le gouvernement pakistanais estime qu'environ 1,73 million de ressortissants afghans n'ont aucun document légal pour rester. En octobre de la même année, il ordonne à tous les immigrants illégaux de quitter le pays au 1er novembre sous peine d'expulsion, après avoir affirmé que 14 des 24 attentats suicide dans le pays cette année avaient été perpétrés par des ressortissants afghans.

### Santé

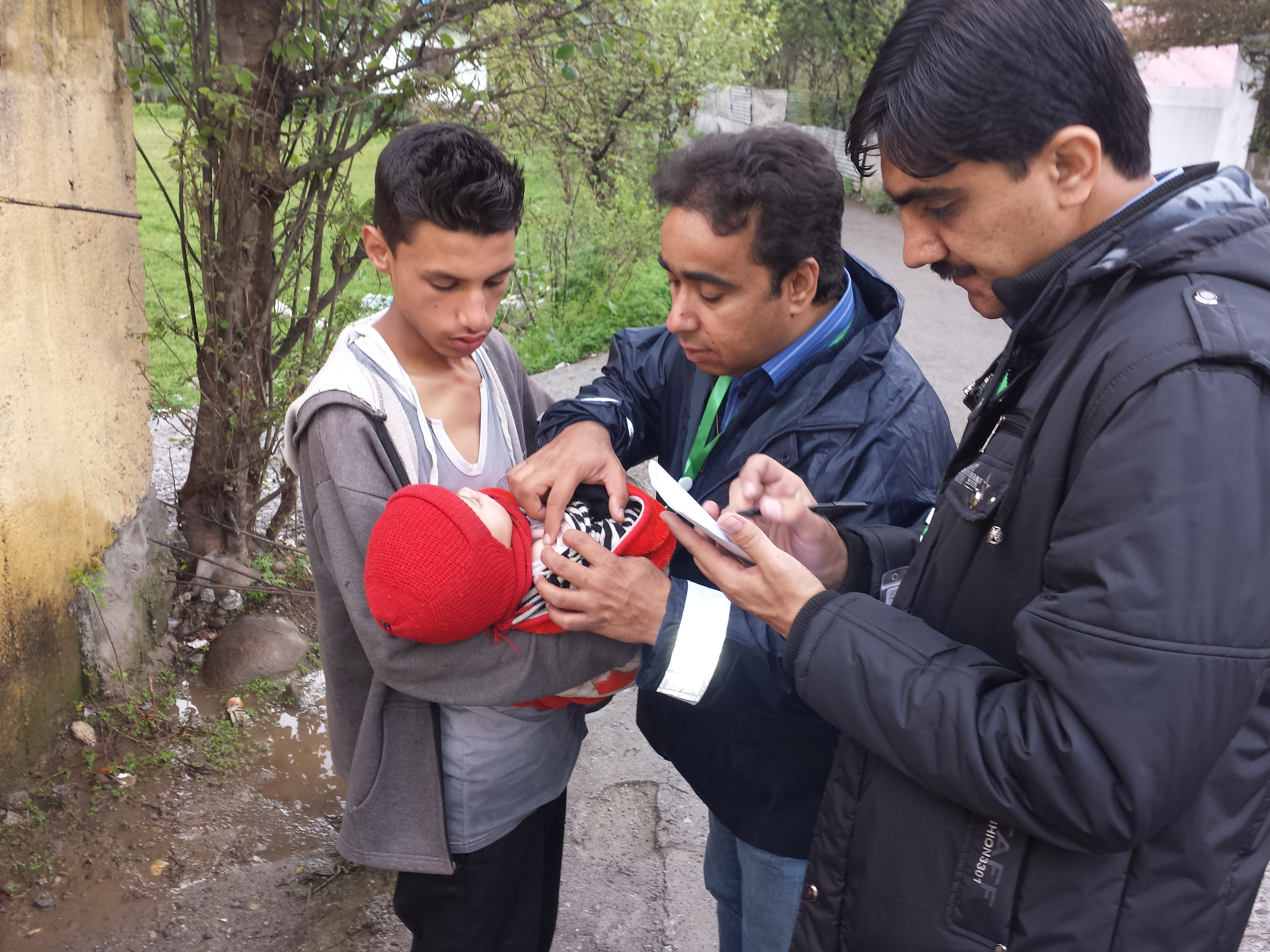
Campagne de vaccination contre la tuberculose à Muzaffarabad.

L'espérance de vie à la naissance était de 67 ans pour les femmes et de 65 ans pour les hommes en 2019, pour une moyenne nationale de 66 ans. L'espérance de vie en bonne santé à la naissance était de 57,4 ans pour les hommes et 57,1 ans pour les femmes. L'espérance de vie a fortement progressé, tandis que la mortalité infantile a été divisée par cinq depuis l'indépendance. Les campagnes de vaccination ont également fait reculer de nombreuses maladies, dont la polio et la tuberculose. En 2019, la pollution de l'air est la première cause de mortalité, suivie par l'hypertension et les complications de la grossesse.

## Administration et subdivisions territoriales

### Provinces et territoires
Le Pakistan moderne est une fédération qui se divise principalement en quatre parties appelées provinces (soubeh) qui recoupent sensiblement la répartition des principales aires linguistiques : le Pendjab, le Sind, le Balouchistan et Khyber Pakhtunkhwa. Cette dernière contient depuis 2018 les régions tribales qui ont fusionné avec la province.
Au même échelon, on trouve les territoires qui possèdent des régimes juridiques propres. C'est le cas du territoire fédéral d'Islamabad ainsi que de la partie du Cachemire administrée par le Pakistan, qui est subdivisée en deux territoires : l'Azad Cachemire et le Gilgit-Baltistan.
Le Pakistan est également divisé en 156 districts. À l'échelon inférieur, on trouve aussi les tehsils et les Union Councils.

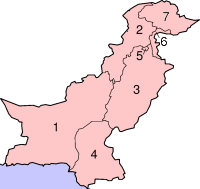
Voir les numéros associés dans le tableau.

|   | Province/Territoire            | Population (rec. 2023) | Part  | Densité (hab./km²) | Capitale     |
| - | ------------------------------ | ---------------------- | ----- | ------------------ | ------------ |
| 1 | Baloutchistan                  | 14 894 402             | 6 %   | 42                 | Quetta       |
| 2 | Khyber Pakhtunkhwa             | 40 856 097             | 17 %  | 399                | Peshawar     |
| 3 | Pendjab                        | 127 688 922            | 53 %  | 620                | Lahore       |
| 4 | Sind                           | 55 696 147             | 23 %  | 395                | Karachi      |
| 5 | Territoire fédéral d'Islamabad | 2 363 863              | 1 %   | 2 029              | Islamabad    |
| 6 | Azad Cachemire (2017)          | 4 045 366              | (2 %) | 344                | Muzaffarabad |
| 7 | Gilgit-Baltistan (2017)        | 2 441 523              | (1 %) | 17                 | Gilgit       |

### Villes du Pakistan
| 1                   | Karachi    | Sind               | Karachi    | 18 868 021 |
| 2                   | Lahore     | Pendjab            | Lahore     | 13 004 135 |
| 3                   | Faisalabad | Pendjab            | Faisalabad | 3 691 999  |
| 4                   | Rawalpindi | Pendjab            | Rawalpindi | 3 357 612  |
| 5                   | Gujranwala | Pendjab            | Gujranwala | 2 511 118  |
| 6                   | Multan     | Pendjab            | Multan     | 2 215 381  |
| 7                   | Hyderabad  | Sind               | Hyderabad  | 1 921 275  |
| 8                   | Peshawar   | Khyber Pakhtunkhwa | Peshawar   | 1 905 975  |
| 9                   | Quetta     | Baloutchistan      | Quetta     | 1 565 546  |
| 10                  | Islamabad  | Territoire fédéral | -          | 1 108 872  |
| Recensement de 2023 |            |                    |            |            |

## Économie

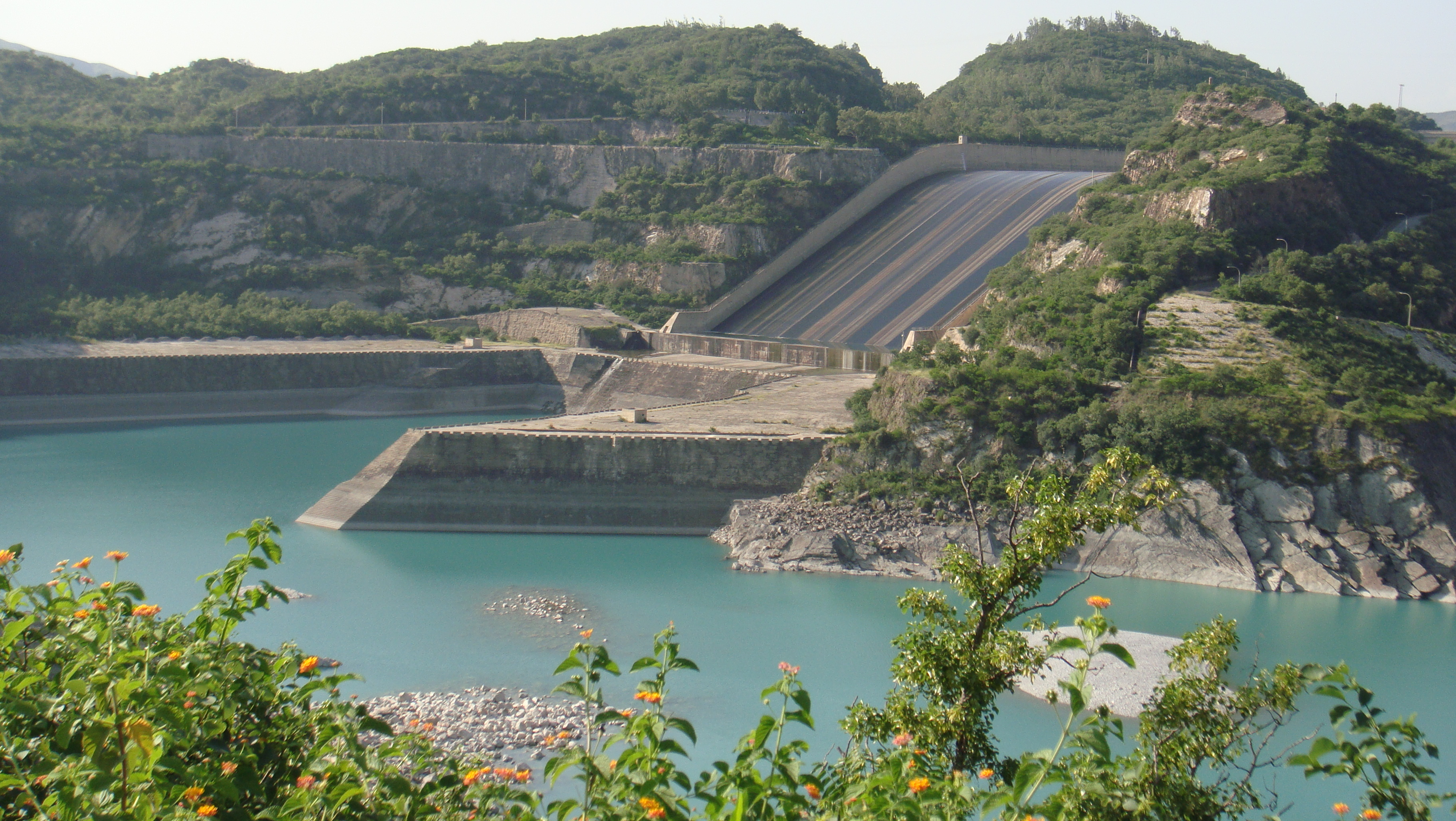
Barrage de Tarbela, le plus puissant du pays.

Évolution historique du PIB réel par habitant au Pakistan, au Bangladesh et en Inde depuis 1950

Largement agricole, le pays compte une importante industrie textile et une petite industrie de l'armement. Comme ses semblables, le barrage de Tarbela sur l'Indus ne remédie que partiellement au déficit du Pakistan en énergie et ses coupures de courant sont récurrentes et fragilisent l'économie. Le pays compte surtout sur le développement de l’hydroélectricité et du charbon.
Selon l'autorité pakistanaise de la télécommunication, il y aurait en 2011 quelque 111 millions de téléphones portables au Pakistan couvrant près de 65 % de la population, et 31 millions de personnes disposeraient d'une connexion internet soit environ 18 % des habitants. En 2017, la moitié des foyers au Pakistan ne sont pas connectés au réseau d'électricité.
À cause de la crise économique du tournant des années 2010, des prix élevés du pétrole et des aliments en 2007-2008, d'une instabilité intérieure accrue et des coupures d'électricité, le Pakistan est aux prises avec un déficit commercial et budgétaire important, en plus de l'inflation et l'augmentation de la pauvreté. En raison des difficultés particulières auxquelles elles sont confrontées, les femmes forment maintenant une grande proportion de la population pauvre. Le pays a dû demander l'aide du Fonds monétaire international, malgré une légère amélioration de la croissance économique à partir de 2013. En 2016, la signature du corridor économique Chine-Pakistan prévoit de nombreux investissements.
Le secteur textile représente 70 % des exportations du Pakistan mais les conditions de travail des ouvriers sont déplorables. Les petits ateliers de fabrication ne font généralement pas signer de contrats de travail, ne respectent pas le salaire minimum et emploient parfois des enfants. Les violations du droit du travail se produisent aussi chez des grands sous-traitants de marques internationales, où il arrive que des ouvriers soient frappés, insultés par leurs supérieurs ou payés au-dessous du salaire minimum. Des usines ne respectent pas les normes de sécurité, générant des accidents : en 2012, 255 ouvriers meurent dans l’incendie d’une usine de Karachi. Avec 547 inspecteurs du travail au Pakistan pour superviser les 300 000 usines du pays, l’industrie textile échappe aux contrôles. Les ouvriers ne sont pas davantage protégés par des syndicats, interdits dans les zones industrielles réservées à l’exportation. Ailleurs, « les ouvriers impliqués dans la création de syndicats sont victimes de violences, d’intimidations, de menaces ou de licenciements ».

### Transports au Pakistan

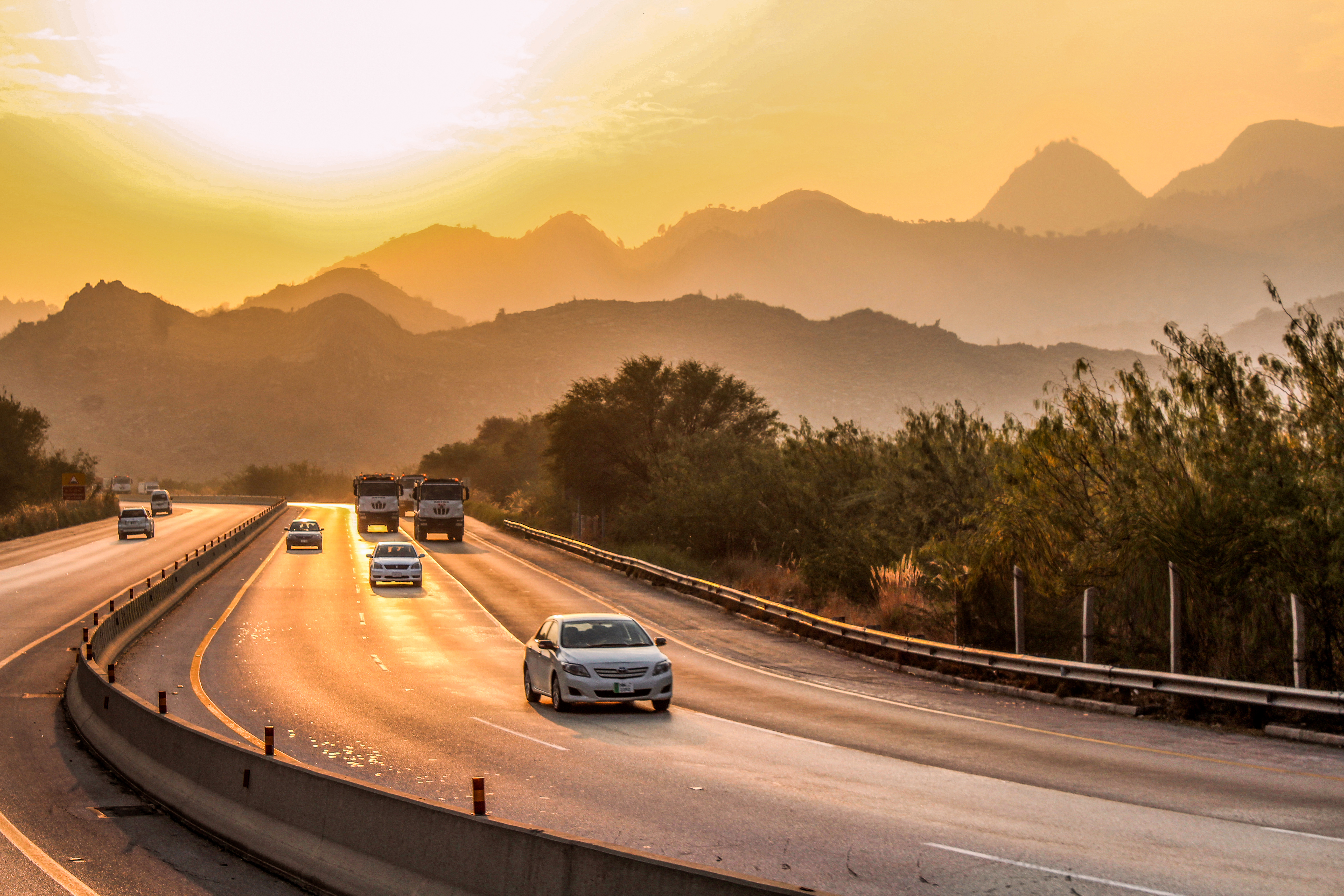
L’autoroute pakistanaise M2.

Le principal atout du réseau de transports pakistanais se situe dans la forte présence de voies ferrées, héritage de l'époque où le Pakistan était une colonie britannique. Ce réseau de voies ferrés a une longueur totale de près de 8 775 kilomètres et dessert toutes les principales villes pakistanaises. Toutefois, les trains et les chemins de fer souffrent d'un mauvais entretien, et les catastrophes ferroviaires sont fréquentes. La plus grave eut lieu le 4 janvier 1990 et coûta la vie à près de trois cents personnes. En 2005 et 2007, deux autres catastrophes coutèrent la vie à près de trois cents personnes.
Depuis le début des années 1990, le gouvernement a entrepris un programme de construction d'autoroutes, réseau qui relie désormais Lahore avec Islamabad et Rawalpindi, trois villes situées dans le Nord du pays. Certaines autoroutes sont encore en construction et d'autres sont prévues. Le but est de relier Karachi, principal port d'exportation dans le sud du pays, avec les villes peuplées et industrielles du nord du pays.
En 2024, le Pakistan est classé en 91e position pour l'indice mondial de l'innovation.

## Société

### Éducation

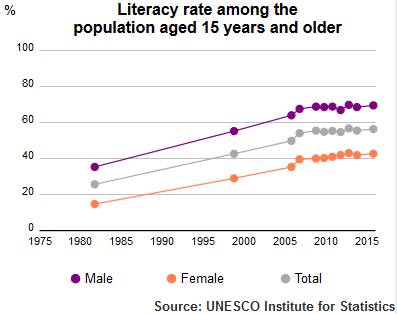
Alphabétisation de la population de plus de quinze ans (ISU).

En 2023, le taux d'alphabétisation est de 60,7 %, contre 44 % en 1998 et 26,2 % en 1981. Il s'étend de 68 % pour les 15 à 24 ans, contre moins de 37 % pour les plus de soixante ans, et de 68 % pour les hommes contre 53 % pour les femmes. Les disparités régionales sont également importantes : de 87 % à Islamabad le taux chute à 41 % dans le Baloutchistan. En 2009, environ 80 % des enfants ont accès à l'enseignement primaire mais seulement 44 % atteignent le niveau secondaire. Environ 4,7 % des élèves entrent dans l'enseignement supérieur en 2009, contre moins de 3 % en 2004.
En 2021, le Pakistan occupait le 161e rang sur 191 pays pour ce qui est de l'indice de développement humain établi par le Programme des Nations unies pour le développement. Ses indicateurs de développement sont parmi les plus bas de l'Asie du Sud et ses objectifs de développement national sont menacés. Environ 61 % des Pakistanais ont moins de vingt-quatre ans. Sans une éducation publique de qualité pour soutenir cette explosion démographique, les jeunes sont exposés au chômage et à la pauvreté.

### Place des femmes

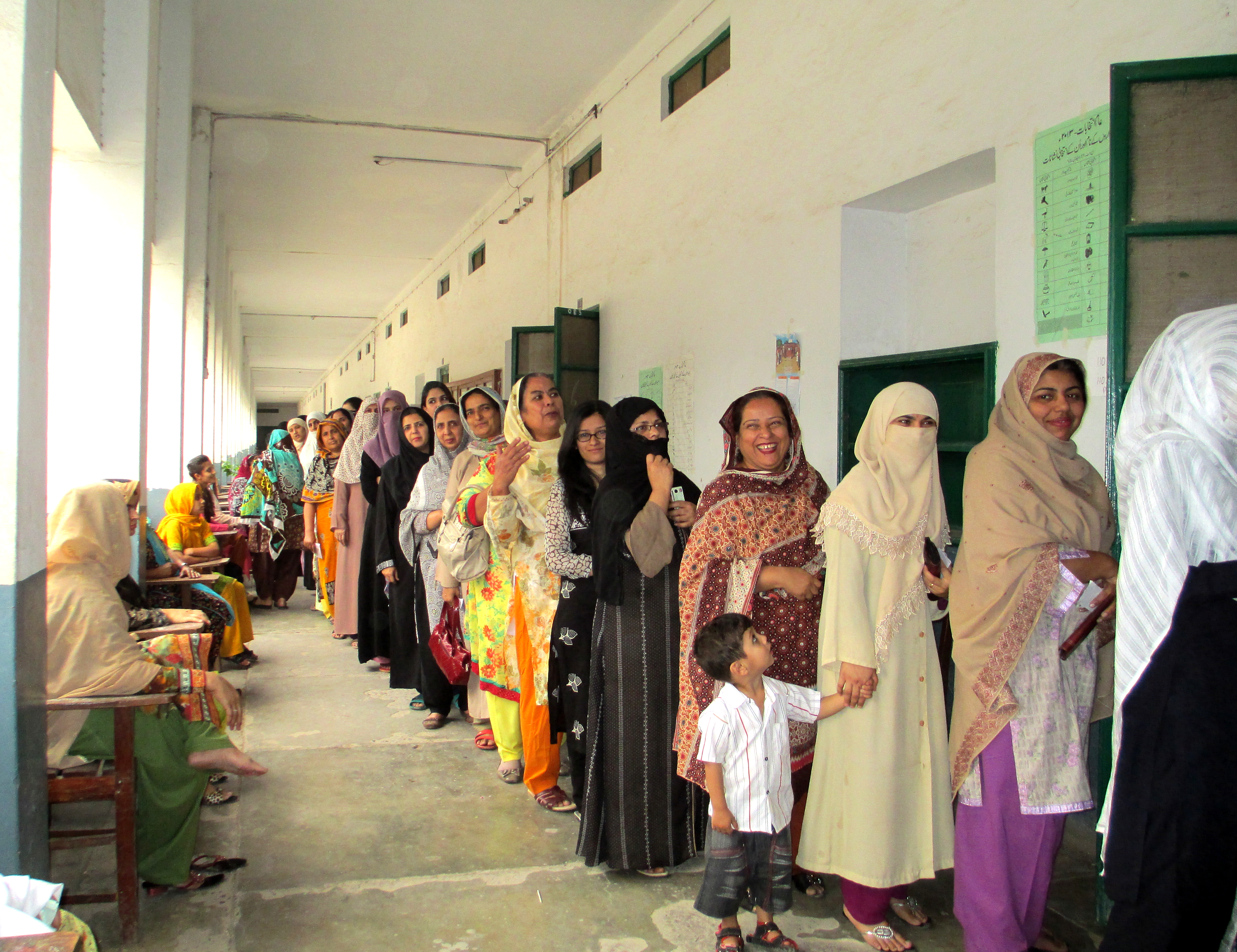
Femmes attendant de voter à Rawalpindi, lors des élections législatives de 2013.

En raison de l'omniprésence d'une discrimination fondée sur le sexe, les femmes et les filles ont un accès difficile aux services de base et ne peuvent participer pleinement à la vie en société. Selon la Commission des droits de l'homme du Pakistan (HRCP), en 2007 on a recensé 636 femmes mortes d'un crime d'honneur et 675 pour les neuf premiers mois de 2011. Les domestiques font souvent l'objet de violences physique et sexuelle de la part de leurs employeurs mais disposent de peu de recours légaux contre ceux-ci en raison d'une législation inadéquate.
Les femmes pakistanaises obtiennent l’éligibilité et le droit de vote en 1947 sous la Pakistan Ordinance et exercent concrètement ce droit lors des premières élections en 1970. On remarque toutefois que le taux de participation des femmes aux élections est plus faible que celui des hommes. Sous le régime de Muhammad Zia-ul-Haq, les conditions et les droits des femmes se dégradent très nettement. Les ordonnances Hudood en 1979 rendent difficiles les poursuites pour viol et introduisent la lapidation pour adultère, même si cette peine n'est jamais appliquée. La loi de protection des femmes de 2006 revient cependant sur plusieurs de ces dispositions : le viol peut être prouvé par tout moyen, les mariages forcés sont interdits et la lapidation est remplacée par une peine de prison de cinq ans maximum. En mai 2018, est adoptée une loi sur les personnes transgenres, marquant une évolution importante dans les droits et la protection de ces personnes,.

## Culture

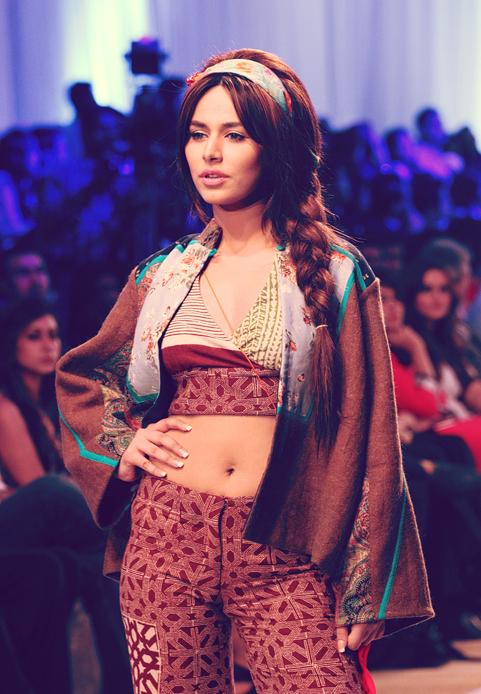
Fashion Week au Pakistan.

La région actuelle du Pakistan a fait partie de différents peuples et empires (Aryens, Perses, Ghaznavides, Seldjouks, Arabes, Rajputs, Moghols, etc.). Toutes ces influences culturelles ont laissé de nombreuses traces. Le site de Mohenjo-daro est un site important de la civilisation de la vallée de l'Indus, les restes d'une des plus grandes cités de l'âge du bronze, parmi les premières de la civilisation. Le Pakistan a un passé et une histoire culturelle très liés à l'Inde actuelle. Que ce soit la musique, le cinéma, la gastronomie, la littérature, les deux pays sont les héritiers de la même histoire commune.
Mohamed Iqbal, issu d'une famille hindoue convertie à l'islam depuis quelques siècles, poète, est le père spirituel du pays. Le grand représentant de la musique soufie pakistanaise est Nusrat Fateh Ali Khan, qui a fait connaître l'art du qawwalî dans le monde entier. Le pays étant très empreint d'islam soufi, le culte des saints (pirs) y est très répandu, cela malgré un retour de l'islam conservateur. Les pèlerinages de l'Urs sont des moments de grande dévotion mais également l'occasion de fêtes populaires, au cours desquelles il y a des concerts de musique mystique.
Le Pakistan a également un riche patrimoine architectural hérité de l'Empire moghol. Parmi les plus impressionnants, il y a la mosquée Royale, qui fut longtemps la deuxième mosquée la plus grande au monde, en brique rouge et marbre blanc avec des mosaïques incrustées, et sans doute une des plus belles mosquées au monde. Il y a également les fameux jardins de Shalimar datant de l'époque moghole, lorsque Lahore était la ville impériale. La ville de Lahore reste toujours la capitale culturelle du pays. Dans la mosquée de Wazir-Khan à Lahore, l'apprentissage de la lecture et de l'écriture passe, comme ailleurs, par les versets du Coran. L'industrie du cinéma y est développée, malgré un certain déclin ces dernières années dû à la concurrence du cinéma indien. Le théâtre connaît également un grand essor avec des auteurs contemporains comme Shamshir Haider.

## Religions

### Islam

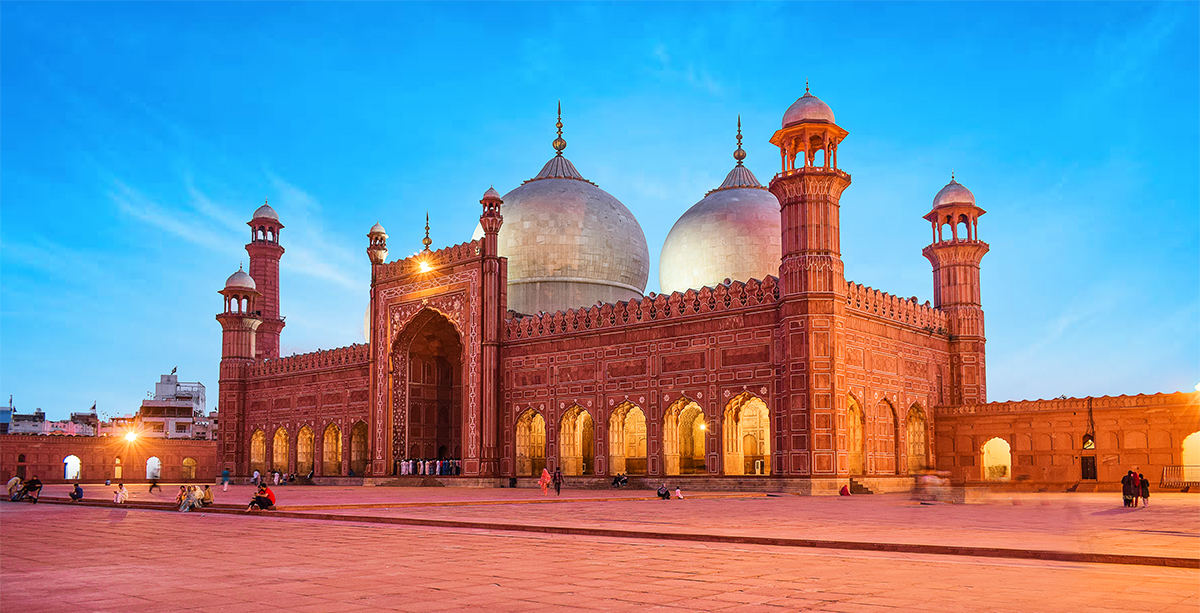
La mosquée Royale de Lahore.

L'islam sunnite est la religion majoritaire du Pakistan, avec 75 % de la population, tandis que 20 % des Pakistanais sont musulmans chiites, pour un total de 96,4 % de musulmans. Bien qu'assez mélangés aux sunnites, les chiites sont notamment nombreux à Kurram, à Sargodha et surtout dans le centre du Sind. Entre 1990 et 2007, les tensions entre les deux communautés ont provoqué la mort d'environ quatre mille personnes,. Des conflits ont également lieu entre les branches sunnites deobandi et barelvi.
L'islam a un rôle proprement essentiel au Pakistan, le pays ayant été créé pour accueillir les musulmans du sous-continent indien. Bien que religion d'État depuis l'Objectives Resolution de 1949, le régime juridique est longtemps resté modérément religieux. Toutefois, le pays connait un tournant dans les années 1980 quand Muhammad Zia-ul-Haq lance une politique d'islamisation brutale. Il introduit notamment les ordonnances Hudood concernant les mœurs et la loi sur le blasphème qui prévoit notamment la peine de mort pour les personnes qui auraient dénigré Mahomet ou la prison à vie pour la profanation du Coran. En 2006, la loi de protection des femmes revient toutefois sur une partie de cette politique.

### Hindouisme

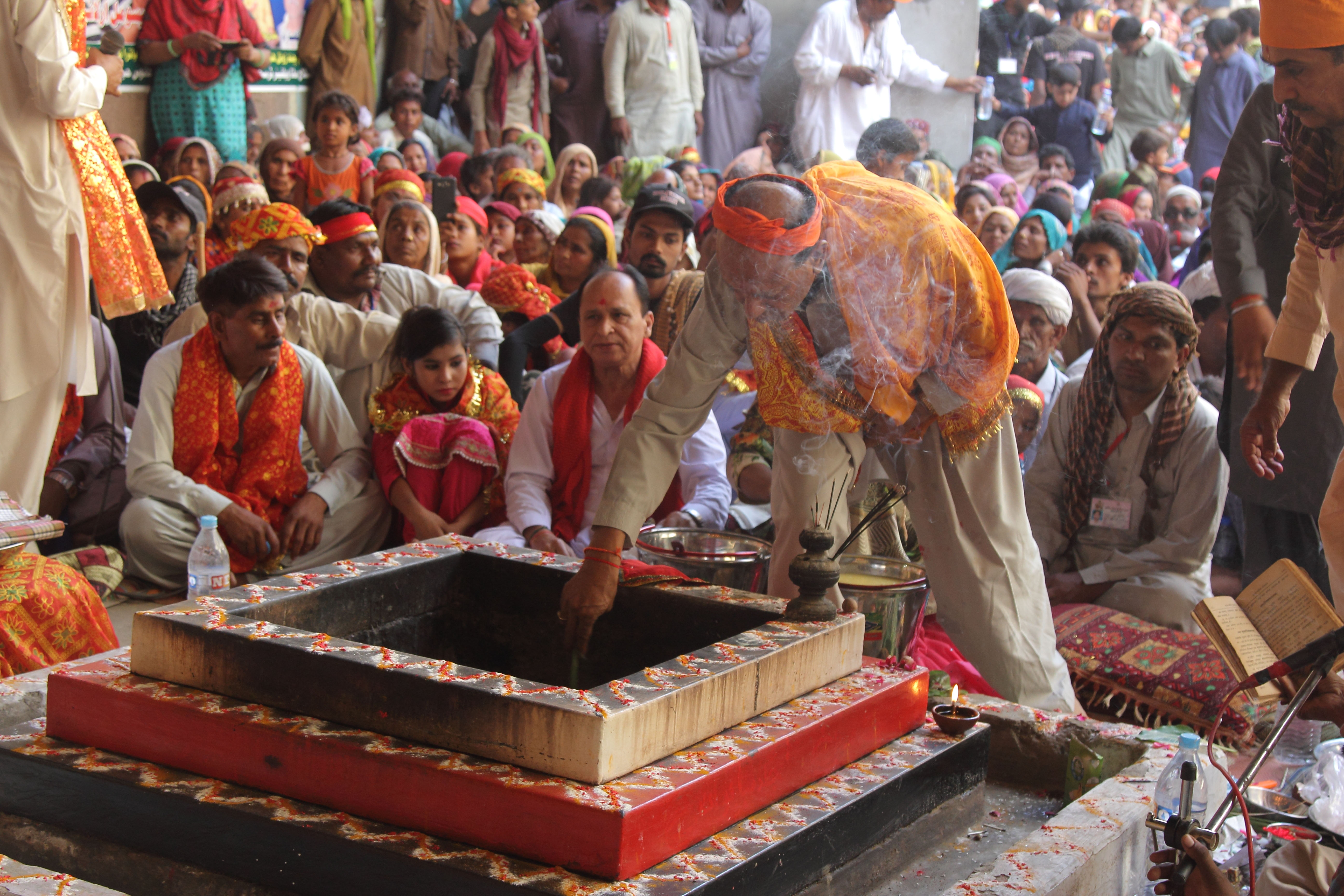
Pèlerinage au temple hindou Hinglaj Mata en 2017.

Avec 5,3 millions d'hindous, la première minorité religieuse du pays compose 2,2 % de la population selon le recensement de 2023, en légère hausse depuis l'indépendance. Ils vivent principalement dans les régions rurales du Sind, surtout dans la division de Mirpur Khas où ils représentent 49 % de la population.
La partition des Indes en 1947 a provoqué des massacres des minorités religieuses dont l'hindouisme côté pakistanais, les victimes ayant enduré des campagnes d'extermination physique et culturelle. Plusieurs millions d'hindous ont été forcés à quitter le pays et sont devenus réfugiés. Les hindous sont toujours victimes de nombreuses violences au Pakistan. Selon l'agence Fides (organe d'information du Vatican), chaque année, trois cents femmes hindoues sont converties et mariées de force à des musulmans.
Selon le Haut-Commissariat des Nations unies aux droits de l'homme (HCDH), en moyenne 20 filles hindoues sont enlevées chaque mois au Pakistan, converties de force à l'islam, puis mariées à leurs ravisseurs.

### Christianisme

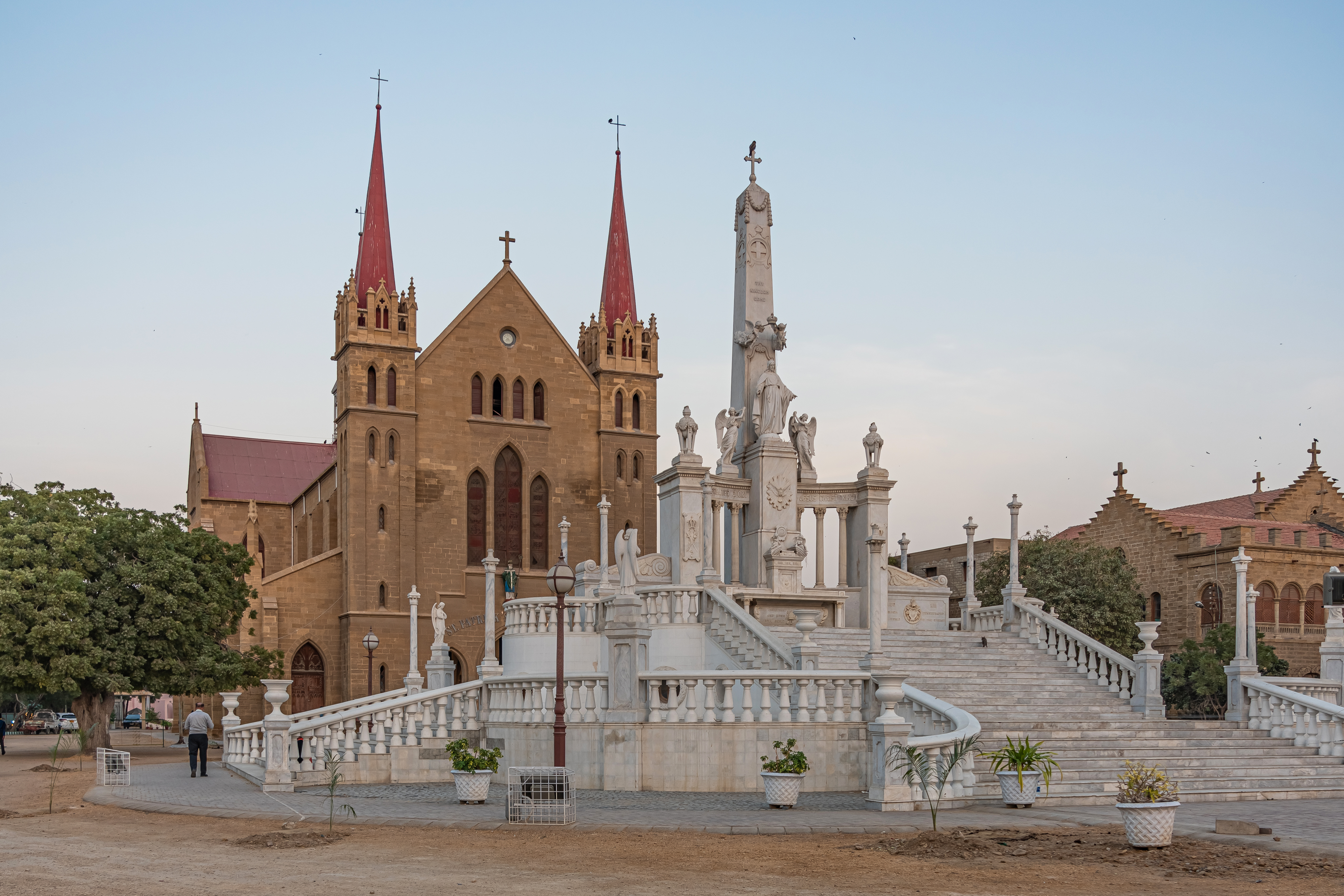
La cathédrale Saint-Patrick, à Karachi.

Près de 3,3 millions de chrétiens vivent au Pakistan en 2023, soit 1,6 % de la population. Ils sont approximativement pour moitié catholiques et moitié protestants. Souvent des anciens hindous convertis par des missionnaires étrangers, surtout Britanniques, entre 1757 et 1947, les principales communautés se situent aujourd'hui dans les zones urbaines du nord du Pendjab. Ils sont notamment 600 000 à Lahore.
Souvent mal acceptés par la population musulmane, les chrétiens pakistanais sont considérés comme des citoyens de seconde classe. Ils sont victimes de discrimination dans tous les aspects de la vie et sont condamnés le plus souvent à la pauvreté et aux métiers les plus ingrats. Ils ont très difficilement accès aux hautes responsabilité. Exclus par la majorité, ils vivent pour la plupart dans des bidonvilles sans accès à l'eau courante ni à l'électricité et sont victimes de conversions forcées, notamment les femmes. Plusieurs attaques les ont visés, notamment l'attentat de l'église de Tous-les-Saints de Peshawar qui fit 127 morts en 2013.
La chrétienne Asia Bibi, condamnée à mort pour blasphème en 2010 avant d'être acquittée en 2018, attire l'attention sur le sort des chrétiens, en plus de provoquer une polémique sur la loi de 1986.

### Autres religions

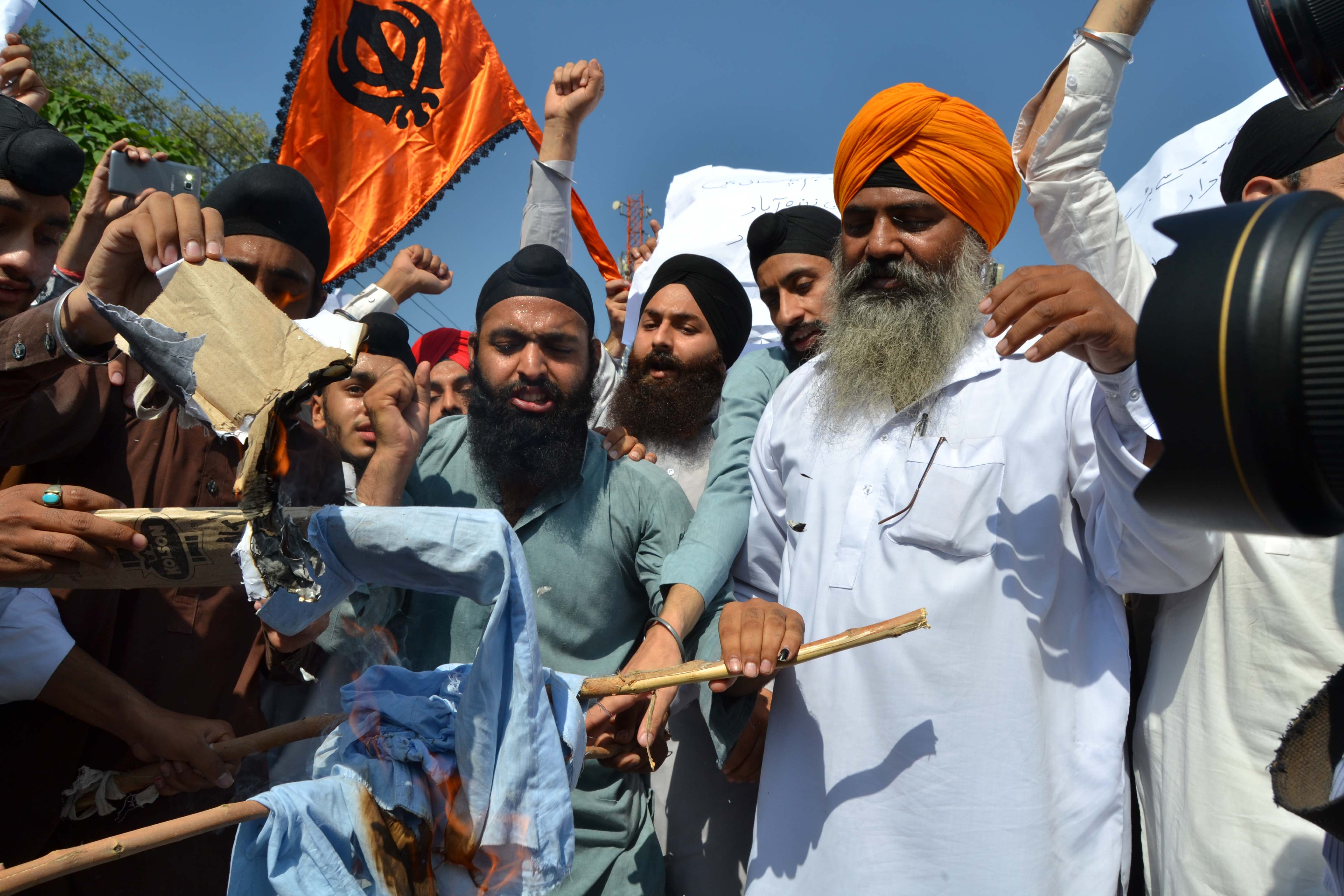
Sikhs protestant contre l'absence de leur religion dans le recensement de 2017.

On trouve quelques autres religions très minoritaires au Pakistan. Le pays compterait quelque 16 000 sikhs alors que le berceau de leur religion se situe dans le Pendjab avec des sites sacrés comme Nankana Sahib, ville de naissance de son fondateur Guru Nanak. On trouve aussi entre 2 000 et 10 000 zoroastriens qui vivent essentiellement dans la ville de Karachi,. Avec un patrimoine historique notable, le bouddhisme compterait aussi jusqu'à 16 000 adeptes qui vivent surtout dans le Cholistan, l'extrême nord-est du Pendjab, au Gilgit-Baltistan et dans le nord-est du Khyber Pakhtunkhwa. Il y a aussi des animistes (les Kalashs de l'Hindou Kouch) entre 4 100 et 5 000 en 2010.
Bien que se réclamant de l'islam, les ahmadis sont considérés comme n'étant pas musulmans depuis un amendement constitutionnel de 1974 et sont la cible de nombreuses persécutions,. La communauté ahmadie déclare compter deux millions de personnes, mais seulement 162 000 personnes selon le recensement de 2023 qui exige que les ahmadis se déclarent comme non-musulmans,. Le Pakistan compte aussi une communauté très réduite de Baha'is estimée autour de 30 000 personnes (en se basant sur les déclarations volontaires lors des élections).

## Sport

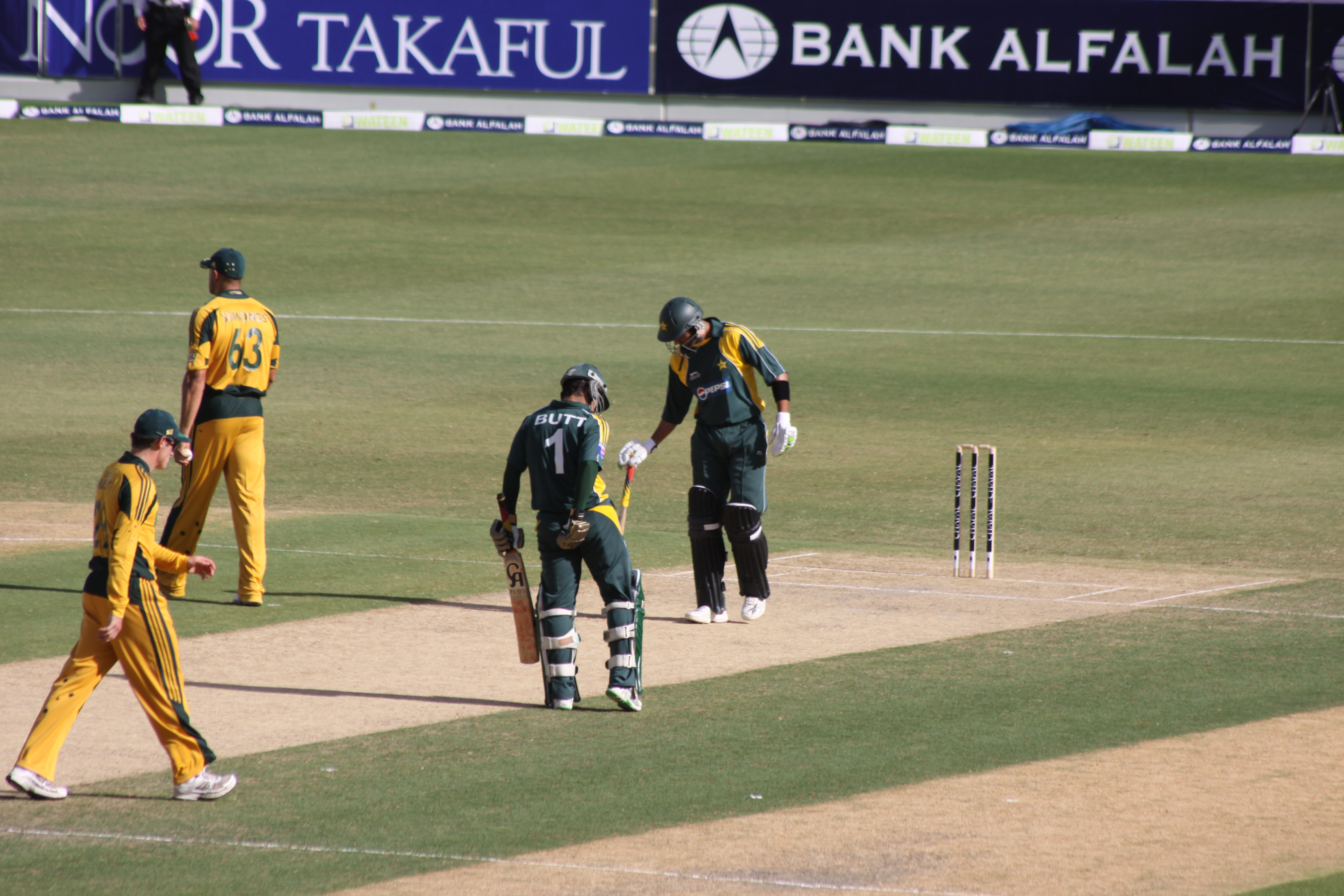
Match de cricket entre le Pakistan et l'Australie.

Les sports les plus populaires du Pakistan sont le cricket et le hockey sur gazon dans lesquels le Pakistan a remporté plusieurs titres majeurs. En plus de ces deux sports, le kabaddi et la lutte libre sont également très réputés. Le football (soccer) est en voie de développement. Depuis l'arrivée des différentes crises au pays durant le début des années 2000, l'affluence du sport a baissé, tant sur le plan sportif qu'économique.
Tel le football dans les rues brésiliennes, le cricket occupe toutes celles du Pakistan. C'est le sport le plus apprécié du pays, les fans en sont nombreux. L'équipe de cricket du Pakistan a notamment gagné la Coupe du monde 1992 et a été finaliste en 1999. Elle a encore été finaliste du ICC World Twenty20 en 2007 puis vainqueur en 2009 et demi-finaliste en 2010 et en 2011 et enfin gagné la Coupe d'Asie en 2012.
Bien que le hockey soit le sport national du Pakistan et le cricket de loin le sport le plus populaire, le squash est le sport dans lequel le Pakistan a obtenu le plus de succès. Le Pakistan a dominé le squash comme aucun autre pays au monde durant près de cinq décennies. Il a atteint son apogée dans les années 1980 et 1990 sous les règnes de Jahangir Khan et Jansher Khan. Entre 1950 et 1997, le Pakistan a accumulé plus de trente titres du British Open et quatorze titres de champion du monde.
Du fait de sa géographie et de la présence des hauts sommets du Karakoram (dont le K2) et du Gasherbrum, l’alpinisme est pratiqué à la fois dans un cadre touristique et dans un cadre sportif, par des alpinistes locaux comme Muhammad Ali Sadpara et son fils Sajid Sadpara (en), Sirbaz Khan (en), Naila Kiani, Samina Baig, Imran Junaidi (en)…